# Espreso TV
Espreso TV ( Oekraïens: Еспресо TV ) is een internettelevisiestation in Oekraïne. Het  begon met uitzenden in november 2013 na het uitbreken van de grootschalige pro-westerse Euromaidan-protesten. Espreso TV heeft het verloop van deze protesten en de gewelddadige confrontaties die in februari 2014 volgden tussen binnenlandse troepen en demonstranten tijdens de Revolutie van de Waardigheid in Kiev aan de wereld getoond.
Op 22 januari 2014 werd een journalist van Espreso TV, Dmytro Dvoytsjenkov ontvoerd, in elkaar geslagen en naar een onbekende locatie gebracht. Later liet een parlementslid weten dat hij uiteindelijk is vrijgelaten.